# Simulium jenningsi
Simulium jenningsi es una especie de insecto del género Simulium, familia Simuliidae, orden Diptera.
Fue descrita científicamente por Malloch, 1914.